# Proctophyllodes doleophyes
Proctophyllodes doleophyes är en spindeldjursart som beskrevs av Jean Gaud 1957. Proctophyllodes doleophyes ingår i släktet Proctophyllodes, och familjen Proctophyllodidae. Arten är reproducerande i Sverige.